# Голий серед вовків (фільм, 2015)
Голий серед вовків (нім. Nackt unter Wölfen) – драматичний фільм режисера Філіпа Кадельбаха, знятий за однойменним романом Бруно Апіца. Прем'єра фільму відбулася 01 квітня 2015 року.

## Сюжет
У 1943 році тесля Піппіг разом із батьком потрапляє до концтабору Бухенвальд за участь у русі опору нацистам. Невдовзі батько гине, а Піппіг приєднується до таборової групи опору.
За два тижні до звільнення, у Бухенвальд прибуває група ув'язнених євреїв з Освенцима, що був звільнений радянськими військами. Один з в'язнів на ім’я Захарій Янковський благає зберегти його валізу, де, за його словами, знаходяться цінні речі, котрі він пообіцяв зберегти.
Піппіг, який працює у кімнаті зберігання речей, виявляє у валізі трьохлітнього хлопчика. Він налаштований врятувати його та через це сперечається із керівництвом групи опору. Деякі з керівників та членів групи вважають, що в разі виявлення охороною табору хлопчика під загрозою буде успішність повстання, яке готувалося тривалий час. Та зрештою хлопчик залишається, а Янковського вбивають під час етапування до іншого табору.
Ув'язнені, незважаючи на труднощі, переховують хлопчика, постійно змінюючи місце переховування.
Та одного разу  Піппіг не знаходить його на місці. Він бачить, що хлопчик стоїть посеред плацу, дивлячись на собаку.
Задля відвернення уваги, Піппіг починає кричати та приймає на себе вогонь охоронців.
Наступного дня, втікаючи від союзників, нацисти залишають табір, а смертельно поранений Піппіг прохає товариша подбати про дитину.

## Сприйняття
Характеризуючи фільм, журнал «Шпіґель» відзначає, що «це безумовно героїчна історія про в’язнів, які всіма силами захищають дитину». Також, «порятунок дитини захоплює глядача, одночасно рятуючи його віру у добро навіть у погані часи».

## Нагороди
- Баварська телевізійна премія у категорії «Найкраща режисерська робота», 2015;
- Премія Німецької телевізійної академії у категоріях «Найкраща операторська робота» та «Найкращі візуальні ефекти», 2015;
- Сеульська міжнародна драматична кінопремія, 2015;
- Німецька телевізійна премія у категорії «Найкращий фільм для телебачення», 2016;
- Приз глядацьких симпатій у категоріях «Найкращий фільм» та «Найкращий сюжет» на єврейському кінофестивалі в Атланті, 2016[4][5][6].